# Cyclograpsus granulosus
Cyclograpsus granulosus is een krabbensoort uit de familie van de Varunidae. De wetenschappelijke naam van de soort werd in 1853 voor het eerst geldig gepubliceerd door Henri Milne-Edwards.